# Йорк-Гаус (Твікенем)

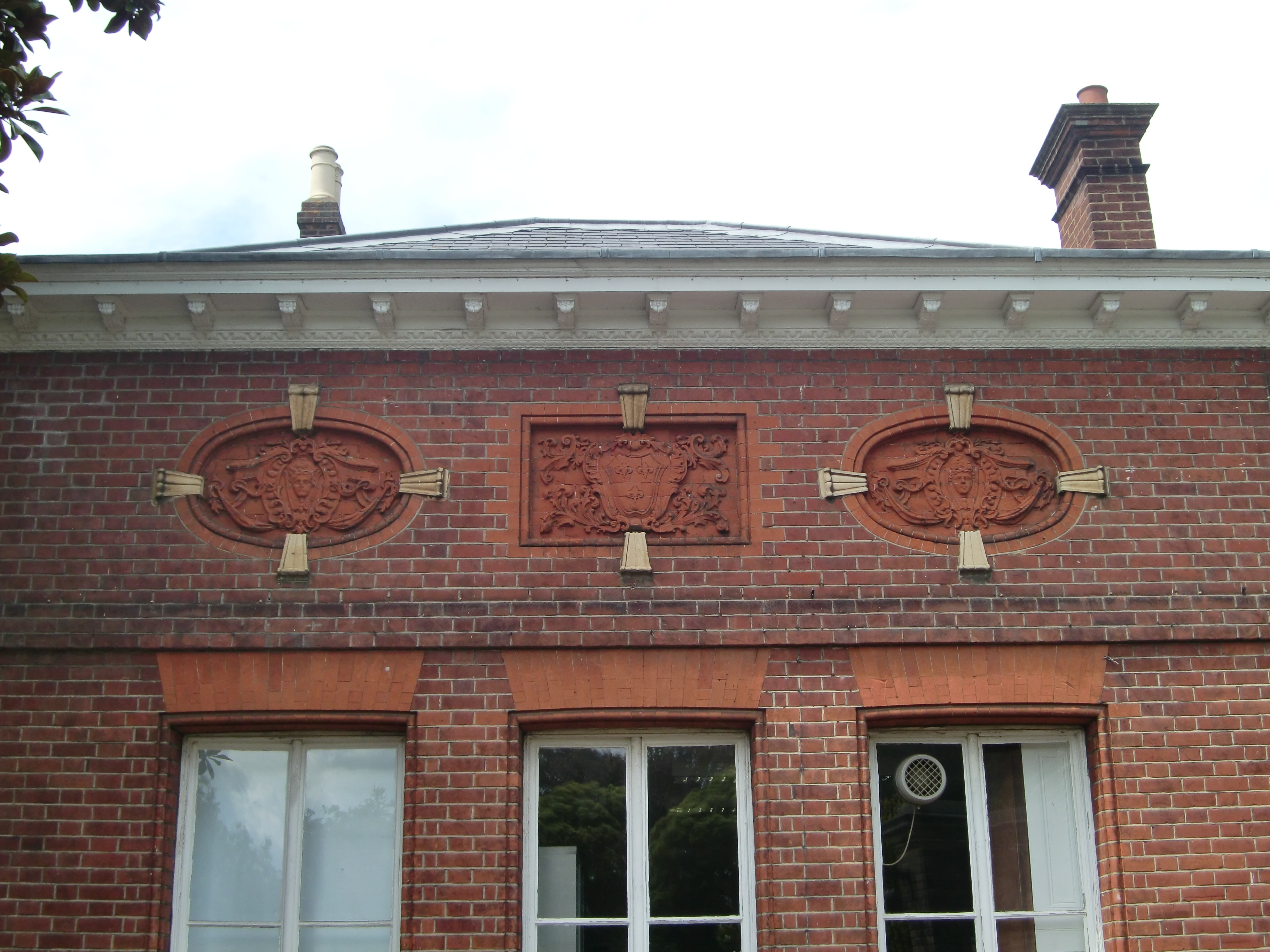
Флер де лілія на лоджії позначає розширення, зроблене орлеаністським самозванцем.

51°26′52″ пн. ш. 0°19′28″ зх. д. / 51.4478° пн. ш. 0.324444° зх. д.
Йорк-Гаус (York House) — історичний будинок у Твікенгемі, передмісті Лондона. Зараз будинок служить ратушею лондонського району Ричмонд-на-Темзі. Він розташований на Річмонд-роуд, неподалік від центру Твікенгема, неподалік від церкви Святої Марії.

## Історія
На відміну від кількох інших британських будівель, з подібною назвою Йорк-Гаус, будівля у Твікенгемі отримала свою назву не від резиденції герцога Йоркського. Центральна частина Йорк-гаусу датується 1630-ми роками та отримала свою назву від родини Йорків, власників сільськогосподарських угідь у цьому районі. Він був побудований для Ендрю Піткерна, придворного короля Карла I. Коли Піткерн помер у 1640 році, будинок продали Едварду Монтегю, 2-му графу Манчестеру, у 1656 році. Потім повторно продали у 1661 році за 3500 фунтів стерлінгів Генрі Гайду, сину Едварда Гайда, 1-го графа Кларендона, лорда-канцлера.
Потім він перейшов через кількох власників, у тому числі (наприкінці XVIII століття) графа Людвіга фон Штаргемберга (1762—1833), австрійського посла в Лондоні. Він накопичив борги, і в 1817 році будинок проданий місіс Енн Сеймур Деймер (1748—1828), скульпторці та подрузі Горація Волпола. Потім будинок перейшов до лінгвіста сера Александера Джонстона (1775—1849), колишнього головного судді Цейлону, засновника Королівського азійського товариства та таємного радника. Члени сім'ї Джонстон продовжували жити в будинку до 1863 року, змішавшись з такими орендарями, як герцогиня Роксбурзька (вдова 5-го герцога) та Вільям Ловтер, 1-й граф Лонсдейл (1757—1844).
У 1864 році майно було придбано двома директорами Coutts Bank від імені Філіпа, графа де Парі. Троє з чотирьох його дітей народилися в Йорк-гаусі. Він і його родина повернулися до Франції після падіння Наполеона III у 1871 році
Потім будинок залишався порожнім до 1876 року, коли його купив сер Маунтстюарт Елфінстон Грант Дафф (1829—1906), член парламенту Шотландії, молодший міністр у першому уряді Гладстона та з 1881 по 1887 рік губернатор Мадраса. 23 грудня 1888 року у Йорк-Гаусі помер письменник Лоуренс Оліфант.
З 1896 по 1906 роки будинок належав Філіпу, герцогу Орлеанському (який народився в цьому будинку у 1869 році).
Останнім приватним власником був сер Ратанджі Тата (1871—1918), парс за національністю і великий промисловець в Індії. Після придбання будинку в 1906 році він наказав прибережну частину саду в основному закласти газоном як сад у італійському стилі, який був місцем для вечірок у саду та для демонстрації комплекту статуй, які він купив. Будучи щедрим жертводавцем благодійних організацій, він багато жив тут до 1914 року, коли повернувся до Індії. У 1917 році, коли він повертався до Англії, його корабель затонув у Середземному морі. Він вижив, але помер у 1918 році.

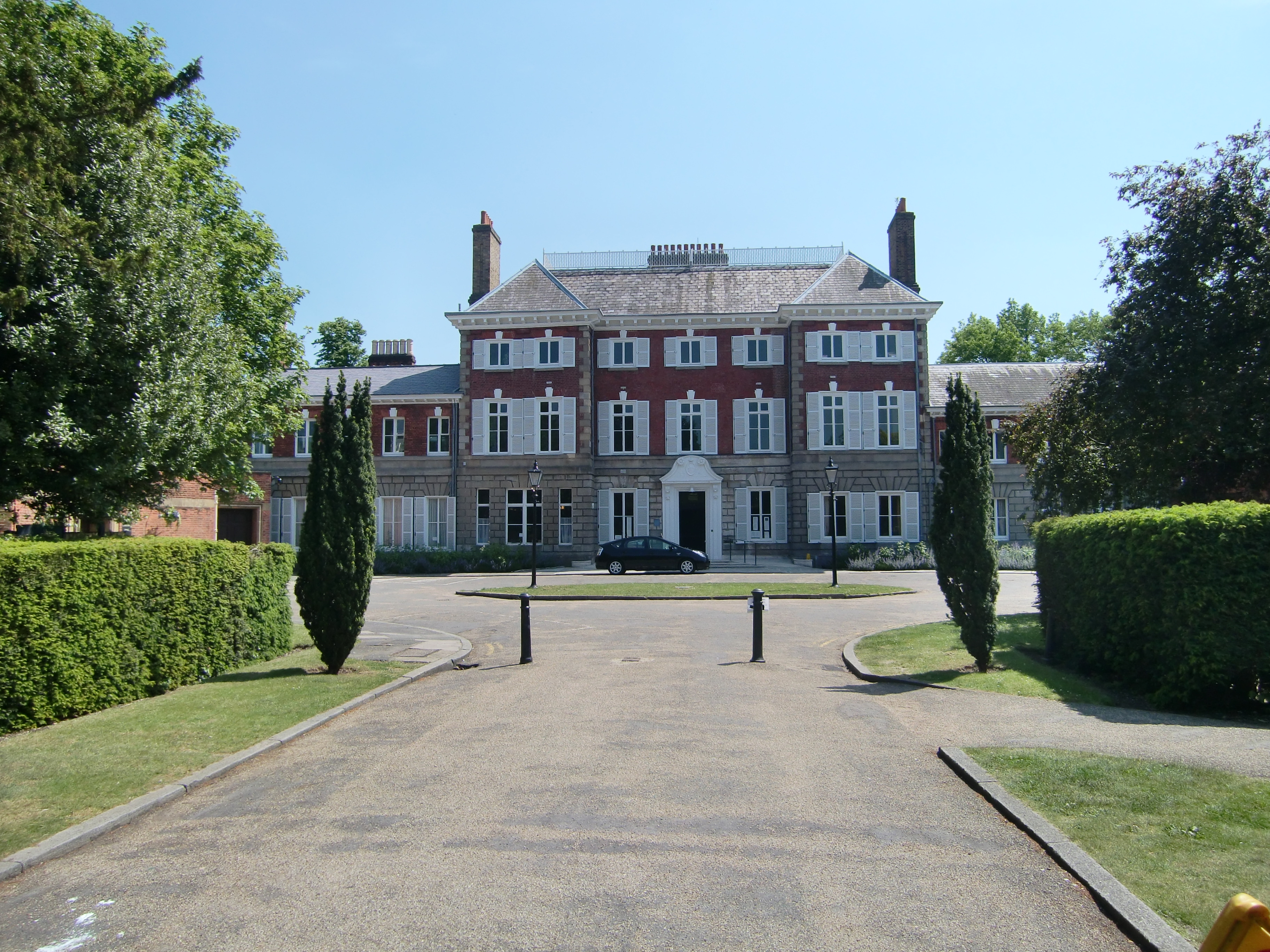
Фасад будинку Йорк

У 1923 році Йорк-Гаус придбала Муніципальна рада Твікенгема і після серйозних перебудов будинок став офісом ради. Нову палату ради офіційно відкрив тодішній герцог Йоркський (пізніше король Георг VI) у 1926 році, того самого року, коли міський округ став муніципальним районом.
З 1965 року будинок був ратушею лондонського району Річмонд-на-Темзі. У 1990 році рада перевела більшість своїх офісів у новий спеціально побудований громадський центр на Йорк-стріт, 44, безпосередньо на захід від Йорк-Гаусу. Але засідання Ради продовжують проводитися в Йорк-Гаусі.
У Йорк-Гаусі знімалися сцени санаторію у фільмі «Алфі» з Майклом Кейном у головній ролі, знятому в 1966 році.